# Pyrausta comastis
Pyrausta comastis is een vlinder van de familie van de grasmotten (Crambidae). De wetenschappelijke naam van deze soort is voor het eerst voorgesteld als Proteroeca comastis door Edward Meyrick in een publicatie uit 1884.
De soort komt voor in Australië en Nieuw-Zeeland.